# Werkzeugkombinat Schmalkalden

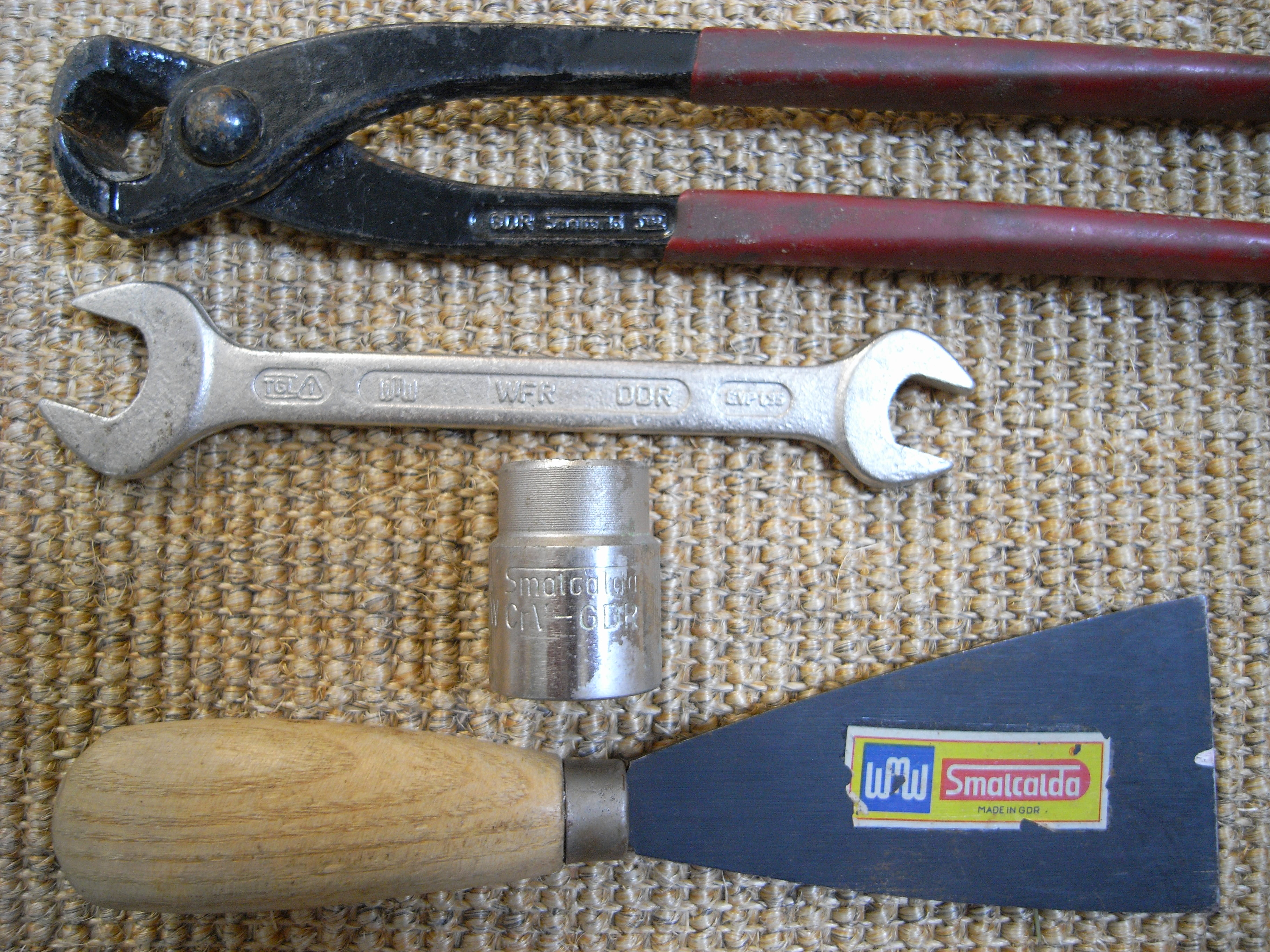
Werkzeuge (Monierzange, Maulschlüssel, Steckschlüsseleinsatz, Spachtel) aus dem ehemaligen VEB Werkzeugkombinat Schmalkalden mit den Marken "Smalcalda" bzw. "WMW"

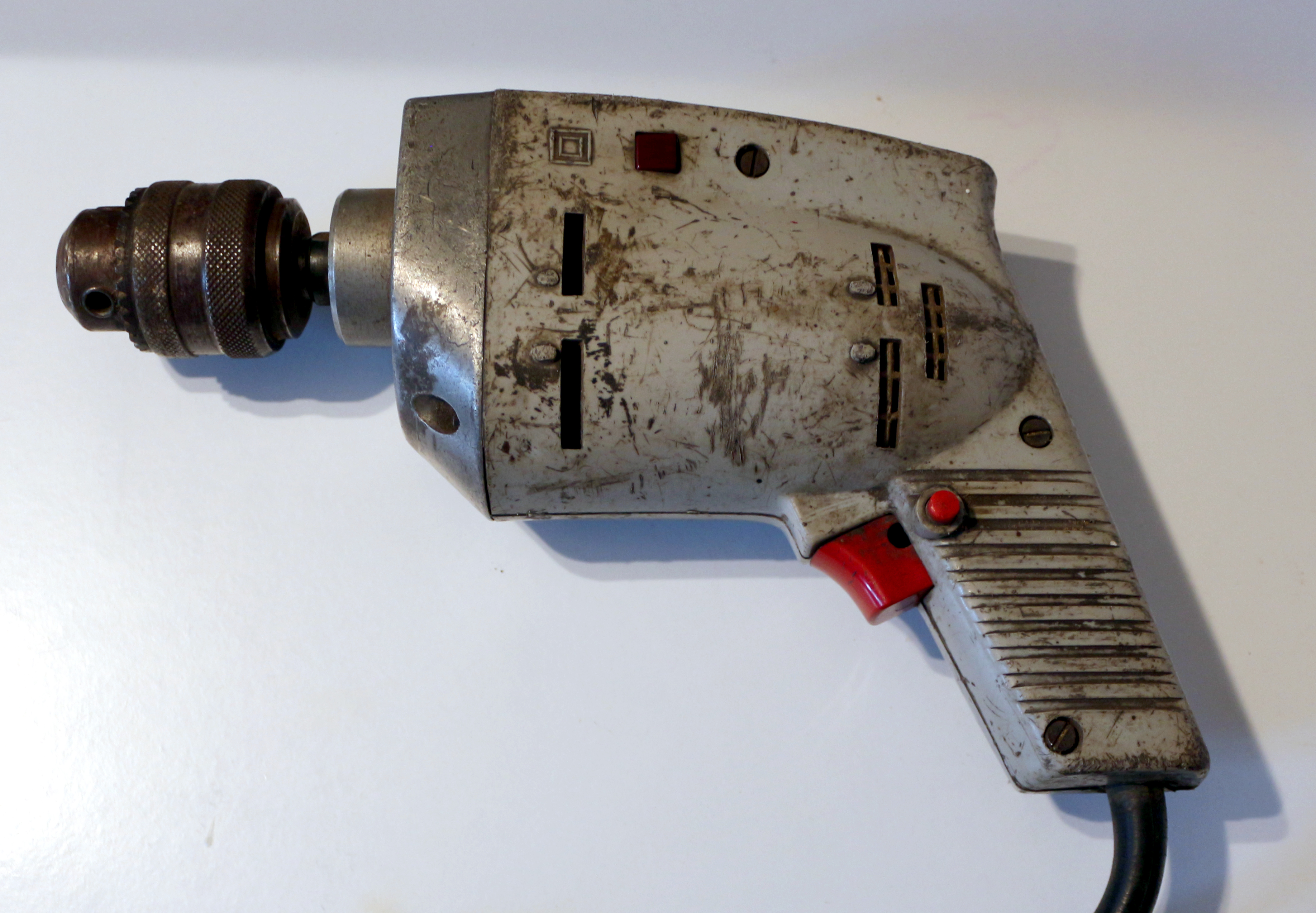
Handbohrmaschine HBM 250 Multimax vom VEB Elektrowerkzeuge Sebnitz

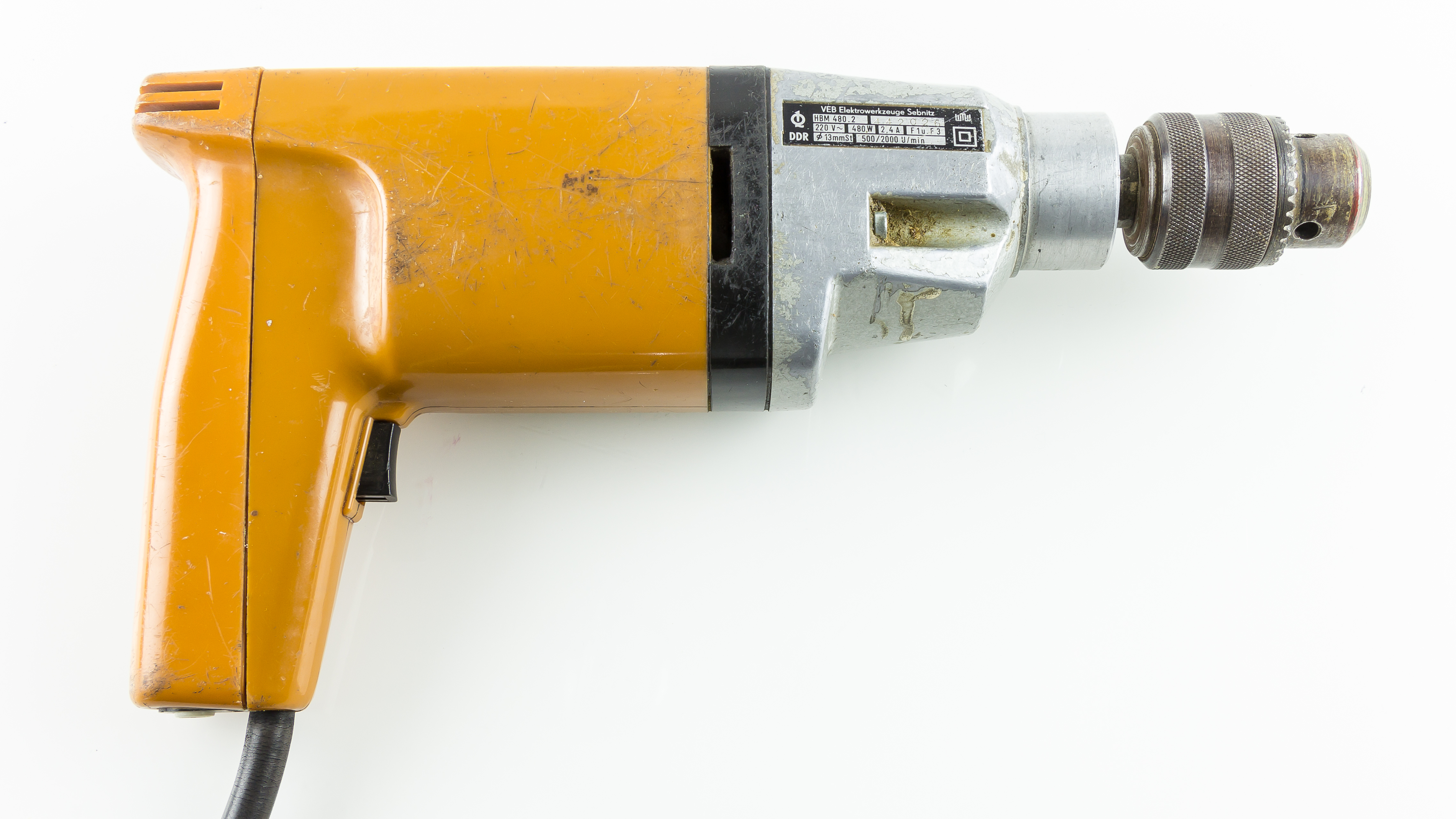
Handbohrmaschine HBM 480.2 „Smalcalda“ vom VEB Elektrowerkzeuge Sebnitz

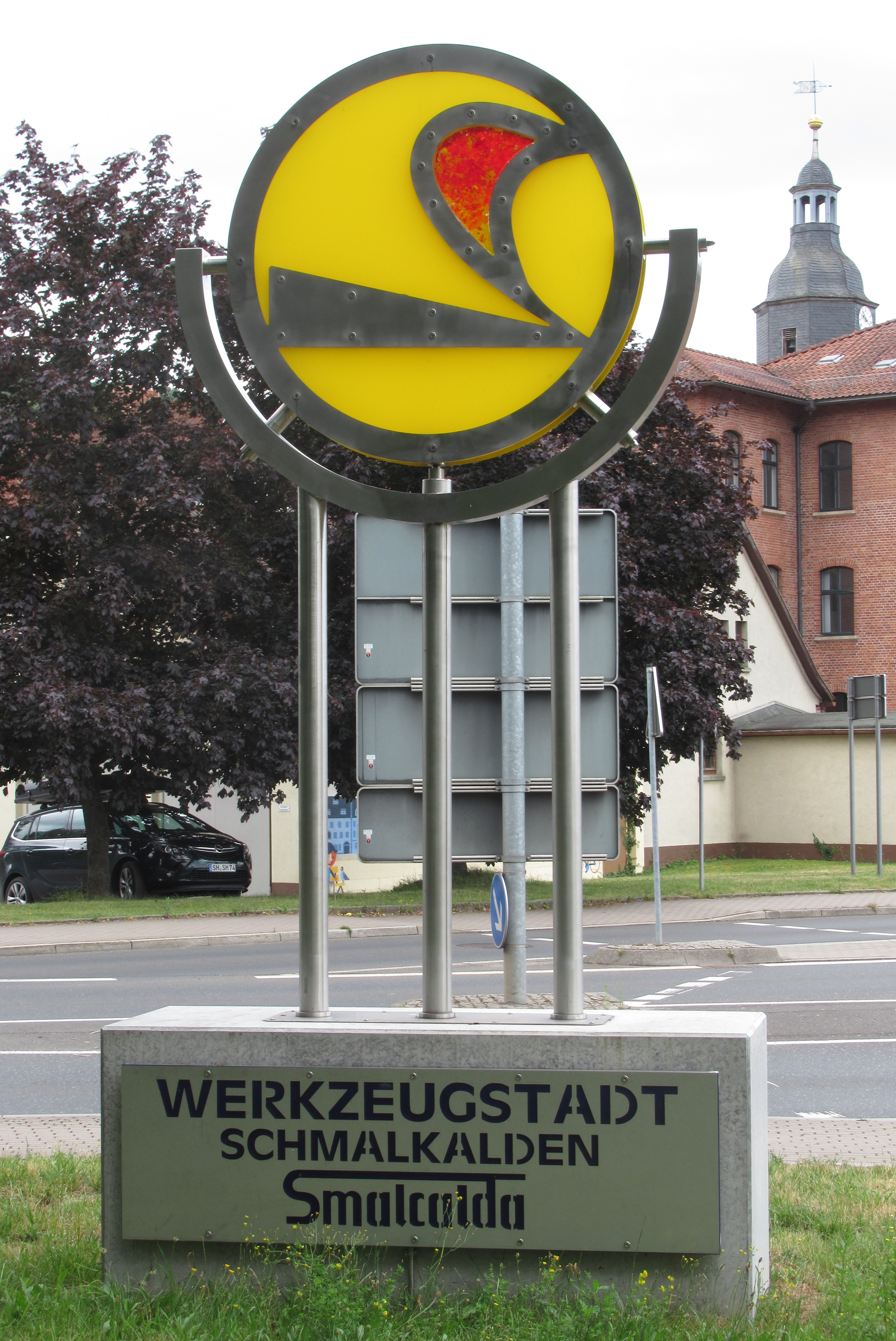
Werkzeugstadt Schmalkalden

Der VEB Werkzeugkombinat Schmalkalden wurde 1969 als volkseigenes Kombinat gegründet und war eines der vier Kombinate der VVB Werkzeugmaschinen und Werkzeuge (WMW). Die Produkte wurden unter dem Markennamen Smalcalda vertrieben. 
Das Kombinat war direkt dem Ministerium für Werkzeug- und Verarbeitungsmaschinenbau unterstellt. Weitere zentralgeleitete Kombinate des Maschinenbaus können in der Liste von Kombinaten der DDR eingesehen werden.

## Zugehörige Betriebe
Den Stammbetrieb bildeten zunächst die Firmen
- VEB Werkzeugunion Steinbach-Hallenberg und
- VEB Werkzeug- und Besteckfabriken Schmalkalden.

Dort wurden u. a. Handwerkzeuge, Essbestecke, Mähmesser, Bergbauwerkzeuge und Holzbohrer hergestellt.
Später wurden folgende Firmen in den Stammbetrieb eingegliedert:
- VEB Fräswerkzeuge Asbach
- VEB Werkzeuge und Sicherheitsbeschläge Asbach
- VEB Hartmetallwerkzeuge Näherstille
- VEB Schraubwerkzeuge Schmalkalden
- VEB Stahlwaren Schmalkalden
- VEB Präzisionshartmetallwerkzeuge Schmalkalden
- VEB Werkzeuge Schmalkalden
- VEB Sägenfabrik Schmalkalden

Weitere Betriebe des Werkzeugkombinats waren:
- VEB August-Bebel-Werk Zella-Mehlis (u. a. Bohrfutter)
- VEB Elektrowerkzeuge Sebnitz (Elektrowerkzeuge, Handbohrmaschinen)
- VEB Feilenfabrik Sangerhausen (Feilen)
- VEB Handwerkzeuge Steinbach-Hallenberg
- VEB Hartmetallwerk Immelborn (Schneidplatten aus Hartmetall, Meißel)
- VEB Ingenieurbüro der Werkzeugindustrie Gera; (ab 1978 dem VEB Rationalisierung zugeordnet)
- VEB Metallverarbeitung Brotterode (Karabinerhaken, Seilverbindungen)
- VEB NILES Preßluftwerkzeuge Berlin (Einsteck- und Druckluftwerkzeuge); (ab 1974 dem Werkzeugmaschinenkombinat „7. Oktober“ zugeordnet)
- VEB Präzisionswerkzeuge Schmölln (Fräs-, Räum- und Verzahnungswerkzeuge)
- VEB Rationalisierung Schmölln (Rationalisierungsmittel, u. a. Vorrichtungen etc.)
- VEB Spezialwerkzeugfabrik Zella-Mehlis (u. a. Drehfutter, Verzahnungs- und Reibwerkzeuge)
- VEB Technische Messer Berlin (Technische Messer)
- VEB Vereinigte Werkzeugfabriken Geringswalde (Technische Messer, Werkzeuge für die Holzbearbeitung)
- VEB Werbung und Messen Leipzig (später Abteilung des Direktorats Exportwirtschaft und Binnenhandel)
- VEB Werkzeuge Fambach Oelmühle
- VEB Werkzeuge Leipzig (Bohrwerkzeuge und Druckluftnagler)
- VEB Werkzeugfabrik Altenburg (Fräs- und Gewindewerkzeuge)
- VEB Werkzeugfabrik Königsee (Bohr-, Reib- und Sägewerkzeuge für die Metallbearbeitung)
- VEB Werkzeugfabrik Radebeul (u. a. Schraubenschlüssel)
- VEB Werkzeugschmiede Großschönau (Werkzeuge für die Land-, Garten- und Forstwirtschaft)
- Zentrales Forschungszentrum der Werkzeugindustrie Schmalkalden

Das Kombinat deckte damit den gesamten Produktbereich der Werkzeuge ab und war der bedeutendste Werkzeughersteller der DDR.

## Ab 1990
Das Kombinat wurde 1990 aufgelöst. Die einzelnen Unternehmen erhielten ihre Selbständigkeit zurück und wurden von den früheren Eigentümern, ehemaligen leitenden Mitarbeitern oder von Werkzeugherstellern aus den alten Bundesländern weitergeführt. Einige dieser Unternehmen bzw. deren Nachfolger bestehen noch heute (Juli 2010):
- Rennsteig Werkzeuge GmbH, Viernau (Spezialzangen und Schlagwerkzeuge; Tochter der Firma KNIPEX-Werk C. Gustav Putsch KG, Wuppertal)
- SWM Werkzeugfabrik GmbH & Co.KG, Steinbach-Hallenberg (Zangen und Schmiederohlinge; Teil der Stahlwille-Gruppe, Wuppertal)
- NWS Thüringen Produktion, Steinbach-Hallenberg und Schwarza (Zangen, Fertigungsstandort der NWS Germany Produktion W. Nöthen e.K., Solingen)
- MWS Schneidwerkzeuge GmbH & Co. KG, Schmalkalden (Maschinenmesser)
- SMM Schmalkaldener Maschinenmesser GmbH, Schmalkalden (Maschinenmesser)
- Bergbauwerkzeuge Schmalkalden GmbH & Co. KG, Schmalkalden (Bergbauwerkzeuge)
- Herwig Bohrtechnik Schmalkalden GmbH, Schmalkalden (Bohrkronen)
- Werkö GmbH, Königsee (Bohrer)
- BE Maschinenmesser GmbH & Co. KG, Spreenhagen (Maschinenmesser)
- BISON-Großschönauer Werkzeugschmiede GmbH, Großschönau (Forst- und Gartenwerkzeuge)
- MHG Messerschmidt GmbH, Schmalkalden (Stechbeitel)
- PWS PRÄZISIONSWERKZEUGE GmbH, Schmölln (Verzahnungs- und Fräswerkzeuge)
- Robert Bosch Power Tools GmbH, Sebnitz (Elektrowerkzeuge; Tochter der Robert Bosch GmbH)
- Tribo Hartstoff GmbH, Immelborn (Hartmetall-Werkzeuge und Rohlinge)
- GFE – Gesellschaft für Fertigungstechnik und Entwicklung Schmalkalden e. V. (Forschung und Werkzeugentwicklung)
- SAEFA GmbH, Schmalkalden (Vollstahl- und Hartmetall-Kreissägeblätter; Fertigungsstandort der Koll & Cie. GmbH & Co KG, Neunburg vorm Wald)
- Sandvik Tooling Supply Schmalkalden, Wernshausen (Präzisionswerkzeuge; Tochterunternehmen der Sandvik-Gruppe)